# Wilhelm Bohnstedt
Wilhelm Bohnstedt (5 de octubre de 1888-11 de agosto de 1947) fue un general alemán en la Wehrmacht durante la II Guerra Mundial que comandó la 32.ª División de Infantería. Fue condecorado con la Cruz de Caballero de la Cruz de Hierro de la Alemania Nazi. Bohnstedt se rindió en 1945 y fue internado hasta 1947. Era el hermano menor de Eberhardt Bohnstedt.

## Condecoraciones
- Cruz de Caballero de la Cruz de Hierro el 13 de octubre de 1941 como Generalmajor y comandante de la 32. Infanterie-Division[2]